# Мазурек, Беата

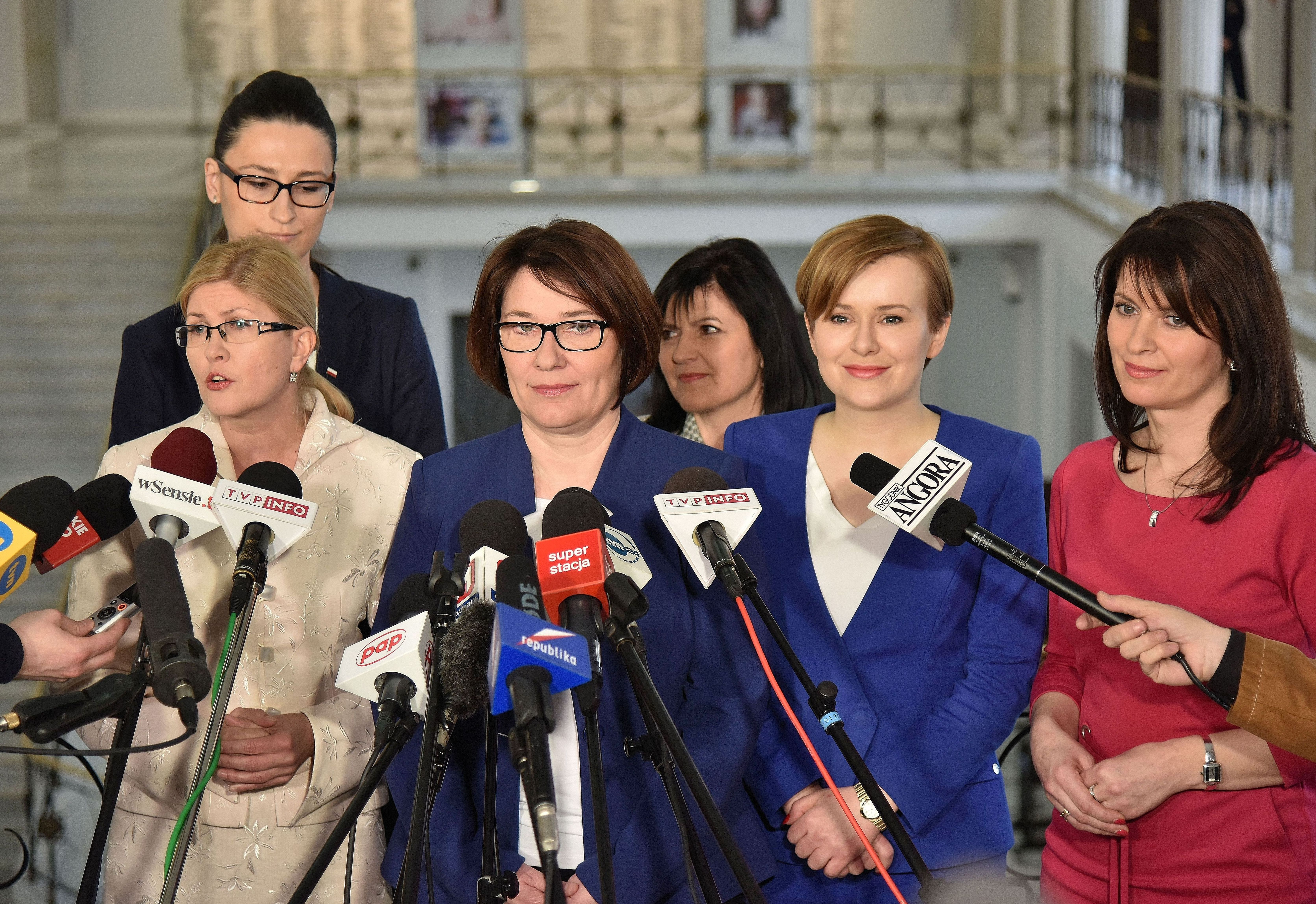
Беата Мазурек с представителями «Права и справедливости»: Ивона Арент, Малгожата Голиньска, Уршула Русецка, Анна Крупка и Ева Козанецка во время пресс-конференции в Сейме (2017)

Беата Мазурек (урождённая Сиелух; пол. Beata Mazurek, род. 19 октября 1967, Острув-Мазовецка) — польский политик и чиновник, депутат сейма V, VI, VII и VIII парламентских сроков, пресс-секретарь партии «Право и справедливость» и парламентского клуба «ПиС», с 2018 года вице-спикер Сейма 8 срока.

## Биография
Окончила частную среднюю школу Сестёр Воскресения в Варшаве . В 1991 году получила степень магистра социологии в Люблинском католическом университете. Также окончила аспирантуру в области менеджмента в администрации и местном самоуправлении в Школе предпринимательства и администрации в Люблине, а также в Европейском правительстве и администрации местного самоуправления в гуманитарном колледже в Пултуске . Она была председателем муниципального общественного совета для инвалидов в Хелме. Она работала, среди прочего, в муниципальном центре социального обеспечения в Хелме, в Варшавском бюро охраны труда NSZZ «Solidarność», воеводском бюро труда в Хелме, в хелмской делегации воеводского управления, в дошкольной и школьной команде в Хелме.
В 2002 году она безуспешно баллотировалась в городской совет Хелма от Избирательного комитета избирателей Кшиштофа Грабчука Кохам Хелм (она получила мандат советника вместо Кшиштофа Грабчука). В 2004 году в списке «Закон и правосудие» она безуспешно обратилась в Европейский парламент . В 2005 году она была избрана депутатом 5-го срока в Хелмском районе, набрав 7012 голосов. В Сейме она заседала в Комитете по делам Европейского Союза, Комитете труда и Специальном комитете по изменениям кодификаций.
На парламентских выборах 2007 года она во второй раз получила парламентский мандат, получив 15 821 голос. На выборах 2011 года она успешно подала заявку на переизбрание, она получила 22 249 голосов . В 2014 году она снова была кандидатом в ЕР без получения мандата. В 2015 году она снова была избрана в Сейм, получив 30 365 голосов .
В декабре 2015 года она стала представителем парламентского клуба «ПиС» , а в декабре 2016 года сменила Эльбьету Витек в качестве представителя «Закона и правосудия» .
11 января 2018 года она была избрана заместителем спикера Сейма .

## Результаты выборов
| выборы | партия | орган                            | район | результат       |
| ------ | ------ | -------------------------------- | ----- | --------------- |
| 2004   | PIS    | Европарламент 6-го срока         | № 8   | 1989 (0,57 %)   |
| 2005   | PIS    | Сейм 5 семестра                  | № 7   | 7 012 (2,42 %)  |
| 2007   | PIS    | Сейм 6 семестра                  | № 7   | 15 821 (4,50 %) |
| 2011   | PIS    | Сейм 7 семестра                  | № 7   | 22 249 (7,00 %) |
| 2014   | PIS    | Европейский парламент 8-го срока | № 8   | 6350 (3,86 %)   |
| 2015   | PIS    | Сейм 8 семестра                  | № 7   | 30 365 (8,94 %) |

## Награды
- Рыцарский крест Венгерского ордена «За заслуги» (2017)[13]

## Личная жизнь
Замужем, имеет двух сыновей .